# 1855 год
1855 (ты́сяча восемьсо́т пятьдеся́т пя́тый) год  по григорианскому календарю — невисокосный год, начинающийся в понедельник. Это 1855 год нашей эры, 5‑й год 6‑го десятилетия XIX века 2‑го тысячелетия, 6‑й год 1850‑х годов. Он закончился 170 лет назад.
| Пн | Вт | Ср | Чт | Пт | Сб | Вс |
| 1  | 2  | 3  | 4  | 5  | 6  | 7  |
| 8  | 9  | 10 | 11 | 12 | 13 | 14 |
| 15 | 16 | 17 | 18 | 19 | 20 | 21 |
| 22 | 23 | 24 | 25 | 26 | 27 | 28 |
| 29 | 30 | 31 |    |    |    |    |

| Пн | Вт | Ср | Чт | Пт | Сб | Вс |
|    |    |    | 1  | 2  | 3  | 4  |
| 5  | 6  | 7  | 8  | 9  | 10 | 11 |
| 12 | 13 | 14 | 15 | 16 | 17 | 18 |
| 19 | 20 | 21 | 22 | 23 | 24 | 25 |
| 26 | 27 | 28 |    |    |    |    |

| Пн | Вт | Ср | Чт | Пт | Сб | Вс |
|    |    |    | 1  | 2  | 3  | 4  |
| 5  | 6  | 7  | 8  | 9  | 10 | 11 |
| 12 | 13 | 14 | 15 | 16 | 17 | 18 |
| 19 | 20 | 21 | 22 | 23 | 24 | 25 |
| 26 | 27 | 28 | 29 | 30 | 31 |    |

| Пн | Вт | Ср | Чт | Пт | Сб | Вс |
|    |    |    |    |    |    | 1  |
| 2  | 3  | 4  | 5  | 6  | 7  | 8  |
| 9  | 10 | 11 | 12 | 13 | 14 | 15 |
| 16 | 17 | 18 | 19 | 20 | 21 | 22 |
| 23 | 24 | 25 | 26 | 27 | 28 | 29 |
| 30 |    |    |    |    |    |    |

| Пн | Вт | Ср | Чт | Пт | Сб | Вс |
|    | 1  | 2  | 3  | 4  | 5  | 6  |
| 7  | 8  | 9  | 10 | 11 | 12 | 13 |
| 14 | 15 | 16 | 17 | 18 | 19 | 20 |
| 21 | 22 | 23 | 24 | 25 | 26 | 27 |
| 28 | 29 | 30 | 31 |    |    |    |

| Пн | Вт | Ср | Чт | Пт | Сб | Вс |
|    |    |    |    | 1  | 2  | 3  |
| 4  | 5  | 6  | 7  | 8  | 9  | 10 |
| 11 | 12 | 13 | 14 | 15 | 16 | 17 |
| 18 | 19 | 20 | 21 | 22 | 23 | 24 |
| 25 | 26 | 27 | 28 | 29 | 30 |    |

| Пн | Вт | Ср | Чт | Пт | Сб | Вс |
|    |    |    |    |    |    | 1  |
| 2  | 3  | 4  | 5  | 6  | 7  | 8  |
| 9  | 10 | 11 | 12 | 13 | 14 | 15 |
| 16 | 17 | 18 | 19 | 20 | 21 | 22 |
| 23 | 24 | 25 | 26 | 27 | 28 | 29 |
| 30 | 31 |    |    |    |    |    |

| Пн | Вт | Ср | Чт | Пт | Сб | Вс |
|    |    | 1  | 2  | 3  | 4  | 5  |
| 6  | 7  | 8  | 9  | 10 | 11 | 12 |
| 13 | 14 | 15 | 16 | 17 | 18 | 19 |
| 20 | 21 | 22 | 23 | 24 | 25 | 26 |
| 27 | 28 | 29 | 30 | 31 |    |    |

| Пн | Вт | Ср | Чт | Пт | Сб | Вс |
|    |    |    |    |    | 1  | 2  |
| 3  | 4  | 5  | 6  | 7  | 8  | 9  |
| 10 | 11 | 12 | 13 | 14 | 15 | 16 |
| 17 | 18 | 19 | 20 | 21 | 22 | 23 |
| 24 | 25 | 26 | 27 | 28 | 29 | 30 |

| Пн | Вт | Ср | Чт | Пт | Сб | Вс |
| 1  | 2  | 3  | 4  | 5  | 6  | 7  |
| 8  | 9  | 10 | 11 | 12 | 13 | 14 |
| 15 | 16 | 17 | 18 | 19 | 20 | 21 |
| 22 | 23 | 24 | 25 | 26 | 27 | 28 |
| 29 | 30 | 31 |    |    |    |    |

| Пн | Вт | Ср | Чт | Пт | Сб | Вс |
|    |    |    | 1  | 2  | 3  | 4  |
| 5  | 6  | 7  | 8  | 9  | 10 | 11 |
| 12 | 13 | 14 | 15 | 16 | 17 | 18 |
| 19 | 20 | 21 | 22 | 23 | 24 | 25 |
| 26 | 27 | 28 | 29 | 30 |    |    |

| Пн | Вт | Ср | Чт | Пт | Сб | Вс |
|    |    |    |    |    | 1  | 2  |
| 3  | 4  | 5  | 6  | 7  | 8  | 9  |
| 10 | 11 | 12 | 13 | 14 | 15 | 16 |
| 17 | 18 | 19 | 20 | 21 | 22 | 23 |
| 24 | 25 | 26 | 27 | 28 | 29 | 30 |
| 31 |    |    |    |    |    |    |

## События
- Англичанин Томас Гринуэйд получил патент на сухое молоко.
- Отец и сын — Джордж и Эдвард Шутц из Стокгольма на основе работ Чарльза Бэббиджа построили первый механический компьютер.
- 6 января — взятие французами и цинскими войсками Шанхая, захваченного антиманьчжурским восстанием триад
- 9 января — открылась конференция послов Великобритании, Франции, Австрии и России, которая не дала результатов[1].
- 26 января — Сардинское королевство объявило войну Российской империи, вступив в Крымскую войну[1].
- 27 января — Панамская железная дорога стала первой, соединяющей Атлантический и Тихий океаны.
- 7 февраля — подписан Симодский договор между Россией и Японией.
- 17 февраля — безуспешная попытка русской армии взять Евпаторию[1].
- 3 марта — После смерти своего отца, императора Николая I, на российский престол вступил император Александр II.
- 30 марта
  - В Триесте скончался претендент на престол Испании Дон Карлос Старший. Его сын граф Монтемолин принял имя Карла VI[2].
  - В Пешаваре подписан англо-афганский мирный договор, формально завершивший Первую англо-афганскую войну (1838—1842). Великобритания и Афганистан обязались быть «другом друзей» и «врагом врагов» друг друга[3].
  - Март — цинские войска взяли удерживаемый тайпинами город Ляньчжэнь.
- 9 апреля — начинается вторая бомбардировка Севастополя союзной армией[1].
- 28 апреля — первое покушение на Наполеона, совершённое итальянским революционером Пианори[4].
- 24 мая — французский экспедиционный корпус высадился в Керчи (Крым)[1].
- 13 июня — на помощь революционерам в Никарагуа явился отряд добровольцев из Северной Америки под предводительством полковника Уильяма Уокера, затем взявшего Гранаду и выбранного президентом республики. Управление его отличалось произволом и жестокостью[5].
- 18 июня — союзники безуспешно штурмуют Севастополь[1].
- Август — братья Адольф, Герман и Роберт фон Шлагинтвейт[англ.], проводившие по поручению Александра фон Гумбольдта магниторазведку гималайского региона Кумаон-Химал, установили рекорд высоты, поднявшись до перевала Мана-пасс на горе Аби-Гамин (6785 м).
- 15 августа — в Мексике свергнута диктатура генерала Антонио Санта-Анны. Санта-Анна назначает президентом генерала Мартина Карреру[6].
- 16 августа — русские войска безуспешно атакуют позиции союзников в Крыму на реке Чёрной[1].
- 18 августа — Австрийская империя заключила со Святым Престолом конкордат, усиливший влияние католической церкви на печать и школу[7].
- 8 сентября
  - После падения Малахова кургана русская армия оставила Севастополь, затопив остатки Черноморского флота[1].
  - Неудачное покушение на Наполеона III, совершённое итальянским революционером Белламаре[4].
- 12 сентября — восстание в Мехико, диктатура генерала Мартина Карреры свергнута, повстанческая армия идёт на столицу[8].
- 4 октября — на подступах к Мехико в городе Куэрнавак созван совет представителей всех штатов Мексики. Президентом страны избран Хуан Альварес, сформировано коалиционное правительство[8].
- 20 ноября
  - повстанческая армия Хуана Альвареса вступила в Мехико[9].
  - президент Коста-Рики Хуан Рафаэль Мора обвинил власти Никарагуа во главе с Уильямом Уокером в подготовке интервенции и призвал к международной экспедиции против Никарагуа[10].
- 23 ноября — в Никарагуа Уильям Уокер издал декрет, поощряющий приток в страну колонистов из США[11].
- 28 ноября — на Кавказе капитулировала осаждённая русской армией турецкая крепость Карс[1].
- Оснащение Н. И. Путиловым флотилии русских винтовых канонерских лодок, предназначенных для плавания в Финском заливе, паровыми машинами и котлами, изготовленными в механических мастерских Санкт-Петербурга с использованием методов сетевого планирования.

## Родились
См. также: Категория:Родившиеся в 1855 году
- 5 января — Кинг Кемп Жиллетт — американский изобретатель (ум. в 1932).
- 14 февраля — Всеволод Михайлович Гаршин, русский писатель.
- 15 февраля — Цуда Сандзо, городовой, атаковавший Николая II.
- 17 февраля — Отто Лиман фон Сандерс, известный германский генерал, военный советник в Османской империи до и во время Первой мировой войны (ум.1929).
- 15 марта — Джон Нокс Бокве, один из первых литераторов-африканцев (ум. в 1922).
- 17 апреля — Семён Афанасьевич Венгеров, русский критик, историк литературы, библиограф и редактор (ум. в 1920).
- 12 мая — Анатолий Константинович Лядов, русский композитор, дирижёр и педагог, профессор Петербургской консерватории.
- 19 июня — Мария Тереза Святого Иосифа, блаженная римско-католической церкви, монахиня.
- 22 июля — Герман Шмихен, немецкий художник и теософ.
- 26 августа — Мамун Аль Рашид Перкаса Аламья, индонезийский правитель, султан Дели (1873—1924).
- 28 октября — Александрос Займис, греческий политик, неоднократный глава правительства, президент Греции в 1929—1935 годах (ум.1936).
- 27 октября — Иван Владимирович Мичурин, русский биолог и селекционер, автор многих сортов плодово-ягодных культур (ум. 1935).
- 26 ноября — Владимир Иванович Беляев, русский биолог-морфолог, русский классик морфологии растений (ум. 1911 год).

## Скончались

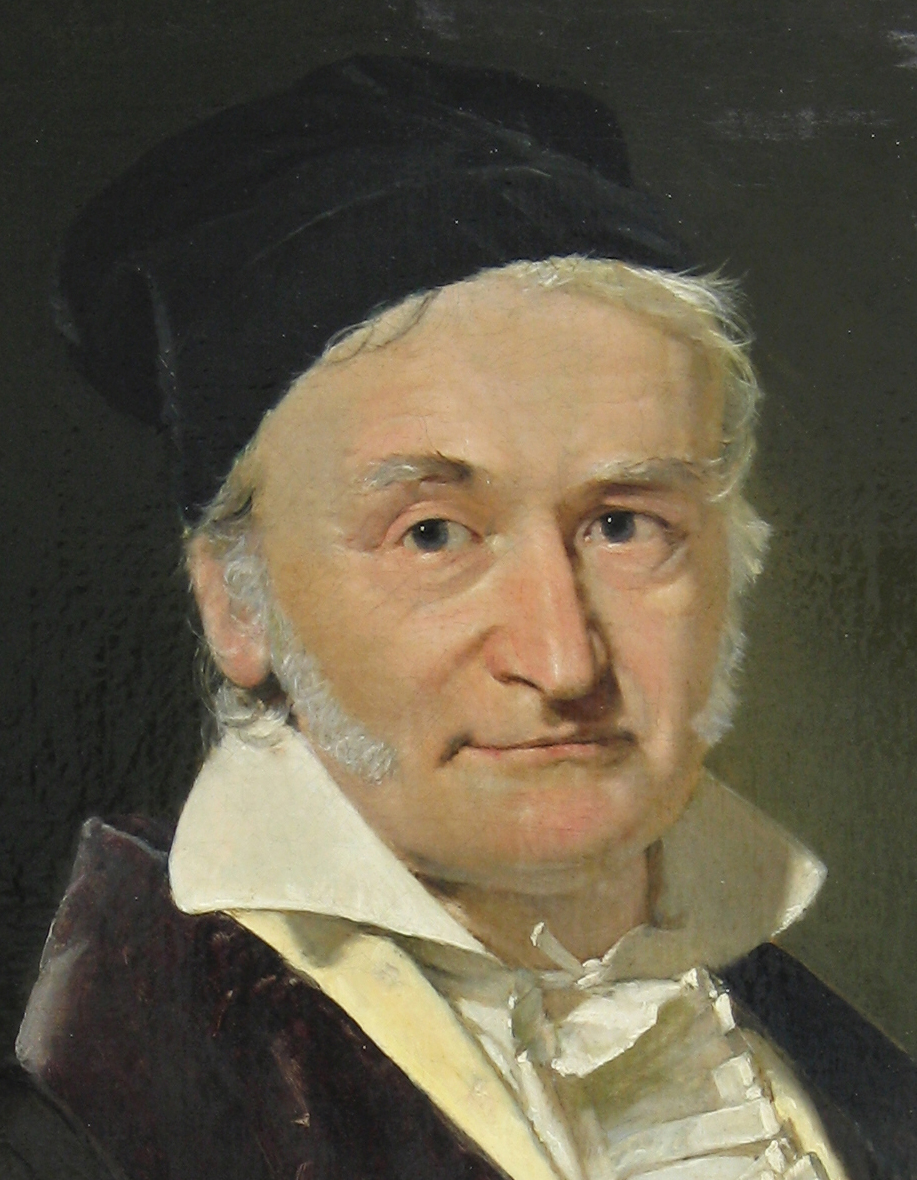
Карл Фридрих Гаусс

См. также: Категория:Умершие в 1855 году
- 23 февраля — Карл Фридрих Гаусс, немецкий математик, астроном и физик (род. 1777).
- 2 марта — Николай I, российский император.
- 10 марта — Дон Карлос Старший, претендент на престол Испании, пытавшийся захватить престол в ходе Карлистских войн (род. 1788).
- 30 июня — Павел Степанович Нахимов, русский адмирал, флотоводец (род. 1802).
- 11 ноября — Кьеркегор, Сёрен, датский философ.
- 24 ноября — Дмитрий Бегичев, писатель.
- 26 ноября — Адам Мицкевич, польский поэт.